# Gare de Civrieux-d'Azergues
La gare de Civrieux-d'Azergues est une gare ferroviaire française de la ligne de Paray-le-Monial à Givors-Canal, située à deux kilomètres à l'est de Lozanne, dans le département du Rhône en région Auvergne-Rhône-Alpes.

## Situation ferroviaire
La gare est située sur la ligne de Paray-le-Monial à Givors-Canal, entre la gare de Dommartin - Lissieu au sud-est et celle de Lozanne à l'ouest. Elle est située au-dessus du village, sur le flanc de la colline qui le domine à l'est. 

## Histoire
À partir de juillet 2022, la gare est fermée à la circulation en raison de travaux de rénovation de la ligne entre Tassin et Lozanne et est desservie par un service d'autocars de substitution. Le trafic ferroviaire reprend à compter du 6 novembre 2023.

## Service des voyageurs

### Accueil
Halte SNCF, c'est un point d'arrêt non géré (PANG) à entrée libre. Elle est accessible à pied et dispose d'un parking. 

### Desserte
Depuis le déclassement de cette ligne comme ligne de contournement de Lyon et sa mise à voie unique, la gare de Civrieux n'est plus desservie que par les TER de l'Ouest lyonnais de la relation Lozanne - Lyon-Saint-Paul via Tassin, à raison de 15 trains dans chaque sens par jour en semaine. La desserte est cadencée sur la base d'un train par heure sauf exception. 